# 井出敬大
井出 敬大（いで けいた、2001年8月18日 - ）は、千葉県柏市出身のプロサッカー選手。JFL・レイラック滋賀FC所属。ポジションはディフェンダー（DF）。

## 来歴
柏レイソルのアカデミー出身。柏U-18では主将を務め、2019年6月にトップチームに2種登録された。また、2017年にU-16日本代表、2019年にはU-18日本代表でもプレーした。
2020年よりトップチームへ昇格したが、同年4月17日付で柏から選手登録を抹消された。その後6月26日に栃木SCへの加入が発表された。
2022年シーズンは1試合の出場にとどまった。同年10月16日、栃木SCは契約期間の満了と来シーズンの契約を結ばないことを発表。
同年11月28日、カンセキスタジアムとちぎで行われたJリーグ合同トライアウトに出場した。
2023年、レイラック滋賀FCに移籍。

## 所属クラブ
- カナリーニョFC（柏市立豊小学校[12]）
- 柏レイソルU-15（柏市立中原中学校[12]）
- 柏レイソルU-18（日本体育大学柏高等学校）
  - 2019年6月 - 同年12月  柏レイソル（2種登録選手）
- 2020年1月 - 同年4月   柏レイソル
- 2020年6月 - 2022年  栃木SC
- 2023年 -  レイラック滋賀FC

## 個人成績
| 国内大会個人成績 | 国内大会個人成績 | 国内大会個人成績 | 国内大会個人成績 | 国内大会個人成績 | 国内大会個人成績 | 国内大会個人成績 | 国内大会個人成績 | 国内大会個人成績 | 国内大会個人成績 | 国内大会個人成績 | 国内大会個人成績 |
| 年度             | クラブ           | 背番号           | リーグ           | リーグ戦         | リーグ戦         | リーグ杯         | リーグ杯         | オープン杯       | オープン杯       | 期間通算         | 期間通算         |
| 年度             | クラブ           | 背番号           | リーグ           | 出場             | 得点             | 出場             | 得点             | 出場             | 得点             | 出場             | 得点             |
| 日本             | 日本             | 日本             | 日本             | リーグ戦         | リーグ戦         | リーグ杯         | リーグ杯         | 天皇杯           | 天皇杯           | 期間通算         | 期間通算         |
| ---------------- | ---------------- | ---------------- | ---------------- | ---------------- | ---------------- | ---------------- | ---------------- | ---------------- | ---------------- | ---------------- | ---------------- |
| 2020             | 柏               | 40               | J1               | 0                | 0                | 0                | 0                | -                | -                | 0                | 0                |
| 2020             | 栃木             | 40               | J2               | 2                | 0                | -                | -                | -                | -                | 2                | 0                |
| 2021             | 栃木             | 40               | J2               | 0                | 0                | -                | -                | 0                | 0                | 0                | 0                |
| 2022             | 栃木             | 40               | J2               | 1                | 0                | -                | -                | 2                | 0                | 3                | 0                |
| 2023             | 滋賀             | 40               | JFL              | 25               | 3                | -                | -                | 2                | 0                | 27               | 3                |
| 2024             | 滋賀             | 4                | JFL              | 17               | 1                | -                | -                | -                | -                | 17               | 1                |
| 2025             | 滋賀             | 4                | JFL              |                  |                  | -                | -                |                  |                  |                  |                  |
| 通算             | 日本             | 日本             | J1               | 0                | 0                | 0                | 0                | -                | -                | 0                | 0                |
| 通算             | 日本             | 日本             | J2               | 3                | 0                | -                | -                | 2                | 0                | 5                | 0                |
| 通算             | 日本             | 日本             | JFL              | 42               | 4                | -                | -                | 2                | 0                | 44               | 4                |
| 総通算           | 総通算           | 総通算           | 総通算           | 45               | 4                | 0                | 0                | 4                | 0                | 49               | 4                |

- 2019年 2種登録選手としての公式戦出場は無し

## 代表歴
- U-16日本代表
  - U-16インターナショナルドリームカップ（2017年）
- U-18日本代表
  - SBSカップ 国際ユースサッカー（2019年）
  - AFC U-19選手権2020予選（2019年、辞退）